# Gyropus
Gyropus ist eine in Süd- und Mittelamerika vorkommende Gattung der Kletterfußmallophagen, die bei Meerschweinchenverwandten parasitieren. Der breite Kopf hat eine tiefe Einbuchtung vor den Schläfen. Der Tarsus des ersten Beinpaars trägt eine einzelne Kralle. Das Femur des zweiten und dritten Beinpaars weist eine Gabelung zur Aufnahme des Tarsus auf. Das zweite Segment des Tarsus dieser Beinpaare ist stark verlängert. Der Tarsus weist eine Querfurche auf, welche mit der stark reduzierten Kralle und der Femurgabelung eine krallenartige Haltestruktur bildet. Das Abdomen ist oval und trägt pro Segment eine doppelte Borstenreihe. Typspezies ist Gyropus ovalis.

## Arten
Zur Gattung gehören folgende Arten:
- Gyropus cercomydis, Wirt Gemeiner Punaré
- Gyropus cruzi, Wirt Guiara
- Gyropus diplomys, Wirt Panama-Baumstachelratte
- Gyropus elongatus, Wirt Südamerikanische Felsenratte
- Gyropus emersoni, Wirt Proechimys semispinosus
- Gyropus freitasi, Wirt Gemeiner Punaré
- Gyropus lenti distinctus, Wirt Gemeiner Punaré
- Gyropus lenti lenti, Wirt Gemeiner Punaré
- Gyropus limai, Wirt Proechimys setosus
- Gyropus lineatus, Wirt Bergmeerschweinchen
- Gyropus longus, Wirt Chile-Chinchillaratte
- Gyropus martini, Wirte Gemeiner Punaré, Weißstachel-Atlantikstachelratte
- Gyropus mesoamericanus, Wirt Hoplomys gymnurus truei
- Gyropus mexicanus, Wirt Hausmeerschweinchen
- Gyropus ovalis, Wirte Glanzmeerschweinchen, Hausmeerschweinchen, Tschudi-Meerschweinchen
- Gyropus parasetosus, Wirt Guiara
- Gyropus parvus, Wirt Kammratten
- Gyropus recifensis, Wirt Hausmeerschweinchen
- Gyropus ribeiroi, Wirt Wollige Riesenratte
- Gyropus scalaris, Wirt Gemeiner Punaré
- Gyropus setifer, Wirte Lanzenratte, Proechimys semispinosus
- Gyropus thompsoni, Wirt Gelbkronen-Bürstenschwanzratte
- Gyropus travassosi, Wirt Echimys pictus
- Gyropus turbinatus, Wirt Südamerikanische Felsenratte
- Gyropus wernecki, Wirte Cayenne-Ratte, Proechimys semispinosus